# Secretaría de Inteligencia Estratégica del Estado (Guatemala)
La Secretaría de Inteligencia Estratégica del Estado (SIE) es la responsable de producir la inteligencia en los campos estratégicos, respetando el ámbito de competencia de las demás instituciones del sistema. Su naturaleza es civil y actúa bajo la responsabilidad directa del Presidente de la República. Sus funciones específicas son:
- a) Coordinar el Sistema de Inteligencia del Estado;
- b) Asesorar y proporcionar al Presidente de la República y al Consejo Nacional de Seguridad la Inteligencia de Estado integrada mediante la coordinación del Sistema Nacional de Inteligencia;
- c) Proporcionar la información estratégica nacional e internacional, en su campo de acción, a las instituciones que conforman la estructura del Sistema Nacional de Seguridad, para posibilitar el desarrollo de las tareas de formulación y planificación de la Política Nacional de Seguridad y de la Agenda Estratégica de Seguridad;
- d) Dar seguimiento a la Agenda de Riesgos y Amenazas a la Seguridad de la Nación;
- e) Mantener permanentemente actualizada la información estratégica nacional e internacional en su campo de acción;
- f) Realizar los análisis estratégicos y formular los escenarios que permitan identificar las amenazas y los riesgos al Estado, sus instituciones y habitantes;
- g) Dirigir la actividad de contrainteligencia que consiste en prevenir y detectar actividades de inteligencia de actores que representan amenazas o riesgos;
- h) Promover las relaciones de cooperación y colaboración con otros servicios de inteligencia nacionales e internacionales en su condición de ente coordinador del Sistema de Inteligencia de Estado;
- i) Desarrollar y aplicar los oportunos procedimientos de reclutamiento, selección, evaluación y promoción del personal de la Secretaría de Inteligencia Estratégica del Estado; y,
- j) Establecer la carrera profesional y administrativa y promover la capacitación permanente de su personal, así como las causas de baja en el servicio; y
- k) Las demás que sean de su competencia.

En el ejercicio de sus funciones, la Secretaría de Inteligencia Estratégica del Estado de podrá obtener información mediante los procedimientos especiales, con control judicial, que sean necesarios para el cumplimiento de sus objetivos, actuando, en todo caso, con pleno sometimiento al ordenamiento jurídico vigente y a lo dispuesto en la Ley Marco del Sistema Nacional de Seguridad.